# Reacción de Hooker
La reacción de Hooker (1936) es una reacción de extrusión oxidativa en donde ciertas alquilnaftoquinonas (observado por primera vez en el lapacol) eliminan una unidad de metileno de su cadena lateral como dióxido de carbono, por acción del permanganato de potasio.

El mecanismo consiste en la oxidación que provoca una ruptura en el grupo alqueno, seguida por una descarboxilación, y un nuevo cierre de anillo por el producto oxidado.
La reacción es nombrada por el químico estadounidense de origen británico Samuel Cox Hooker (1864-1935).